# ГЕС Кабра-Корраль
ГЕС Кабра-Корраль (ісп. Embalse de Cabra Corral) — гідроелектростанція в північній Аргентині в провінції Сальта. Знаходячись перед ГЕС Ель-Туналь, входить до складу каскаду на річці Ріо-Саладо, правій притоці Парани.
Ріо-Саладо (у районі ГЕС вона називається Пасахе або Хураменто) перекрили насипною греблею вигнутої форми висотою 112 метрів та довжиною 510 метрів, яка потребувала 8,3 млн м3 матеріалу. Разом із допоміжною греблею (висота 93 метри, довжина 70 метрів) вона утримує водосховище з площею поверхні 106 км2 та об'ємом 2785 млн м3, у якому можливе коливання рівня поверхні між позначками 1012 та 1037 метрів НРМ.
Пригреблевий машинний зал обладнали трьома турбінами типу Френсіс потужністю по 34 МВт, які при напорі у 83 метри забезпечують виробництво 226 млн кВт·год електроенергії на рік.
Нижче за течією річки розташований компенсаційний резервуар, який утримує бетонна гребля Peñas Blancas висотою 12,6 метра та довжиною 160 метрів, що потребувала 31 тис. м3 матеріалу.